# Landon Ronald
Sir Landon Ronald (né Landon Ronald Russell) (7 juin 1873 — 14 août 1938) est un chef d'orchestre anglais, compositeur, pianiste, professeur de chant et administrateur.

## Biographie
Landon Ronald est le fils d'Henry Russell (en), compositeur de chansons populaires, et le demi-frère de l'impresario Henry Russell (en) fondateur de la Compagnie de l'Opéra de Boston (en).
Landon Ronald nait à Londres et fait ses études à l'école de grammaire Sainte-Marylebone (en). Il étudie de 1884 à 1890 au Royal College of Music. Il travaille ensuite à la Royal Opera House, Covent Garden, et devient chef d'orchestre de la compagnie d'Augustus Harris. En 1894 il fait une tournée aux États-Unis comme accompagnateur de Nellie Melba.
À partir il travaille pour la société d'enregistrement The Gramophone & Typewriter Ltd, prédécesseur de His Master's Voice (HMV), au début comme pianiste ; il accompagne lors d'enregistrements des chanteurs reconnus comme Charles Santley (en) ou Adelina Patti. Il effectue le premier enregistrement pour piano seul, un arrangement de Liebestod tiré de Tristan und Isolde de Wagner, en 1900 sur un disque Berliner 7 pouces.
Il devient en 1908 le chef d'orchestre principal du New Symphony Orchestra (connu sous le nom de Royal Albert Hall Orchestra entre 1915 et 1928), avec lequel il commence à faire des enregistrements en 1909. Il travaille aussi avec le Scottish Orchestra (qui devient par la suite le Royal Scottish National Orchestra) et à Birmingham le critique local Sydney Grew loue ses programmes imaginatifs.
En tant que chef d'orchestre Ronald est connu comme accompagnateur de concerto ; le critique Robert Elkin  le complimente en affirmant qu'Arthur Nikisch est « le meilleur accompagnateur jusqu'à Landon Ronald ».
Ronald est également lié à la musique d'Edward Elgar. Mais à partir du moment où ils travaillent pour la même maison de disques, Ronald enregistre une seule œuvre d'Elgar, la Coronation March le 7 mars 1935, un an après la mort d'Elgar. Cependant c'est lui le pianiste lors de la création de la Sonate pour violon en mi mineur d'Elgar en 1919, avec W.H. Reed au violon.
Ronald compose environ 200 chants dont la Serenade espagnole enregistrée par le ténor Enrico Caruso ; ce chant raconte un voyage en Espagne pour visiter la capitale. Un chant anglais, Down in the Forest est toujours joué.
Ronald est anobli en 1922 et publie la même année ses mémoires, Variations on a Personal Theme.